# Marco Acilio Glabrión
Marco Acilio Glabrión  fue un político y militar romano de la república tardía, consul suffectus en 33 a. C.

## Biografía
Hijo del cónsul del año 67 a. C., Manio Acilio Glabrión y de Emilia, hija de Marco Emilio Escauro, cónsul en el 115 a. C., Glabrión fue uno de los defensores de su cuñado Marco Emilio Escauro cuando fue acusado de extorsión en 54 a. C.
Glabrión nació en 81 a. C. en la casa de Cneo Pompeyo Magno, que se casó con su madre después de que su padre fuera obligado por Sila a divorciarse de ella. Emilia murió al darle a luz. En la guerra civil, 48 a. C., Glabrión fue uno de los legados de César, comandando la guarnición de Oricum en Epiro. Durante la guerra de África, 46 a. C., Glabrión estaba estacionado en Sicilia y fue en estas circunstancias que Cicerón le dirigió nueve de sus cartas  para solicitarle protección de amigos o clientes suyos que tenían asuntos en Sicilia. 
Cuando César, en 44 a. C., se estaba preparando para la guerra contra los partos, Glabrión fue enviado como adelantado a Grecia, con un destacamento del ejército, y sucedió a Servio Sulpicio Rufo en el gobierno de Acaya. Fue defendido dos veces de cargos capitales por Cicerón, absuelto en ambos casos. Por ese motivo protegió los asuntos de su abogado durante las guerras civiles.
Probablemente fue designado cónsul suffectus en 33 a. C., sucediendo a Lucio Flavio el 1 de julio de ese año, cargo del cual abdicó en septiembre u octubre. Su último cargo conocido es el proconsulado de África en el año 25 a. C.